# Casa a Lladrós
La Casa a Lladrós és una obra de Vall de Cardós (Pallars Sobirà) inclosa a l'Inventari del Patrimoni Arquitectònic de Catalunya.

## Descripció
Construïda en un fort pendent rocós, amb façana a migdia sota la paret mestra perpendicular al cavall que suporta el llosat de llicorella a dues vessants i amb un ampli ràfec. En aquesta façana consta la planta baixa i quatre pisos alts, més un cinquè de mansarda. La planta baixa i el primer pis estan adossats directament a la roca i són, de fet, un alt basament de murs destinat a salvar el gran desnivell, amb pilars i murs sobre els quals s'assenta l'edifici pròpiament dit. L'espai intern d'aquestes dues plantes és destinat a paller. A la planta baixa hi ha un espai obert al carrer, on es troba una font i un abeurador. Al segon i tercer pis, destinats a habitatge, es troben unes grans galeries amb barana de fusta amb balustres escairats, alternants amb d'altres de perfilats i de calats. L'embigat del pis superior i la coberta se sostenen mitjançant puntals de fusta.